# Dammstakärret
Dammstakärret är en sjö i Vaxholms kommun i Uppland och ingår i Åkerström-Norrströms kustområde. Sjön har en area på 0,0467 kvadratkilometer och ligger 23 meter över havet. Dammstakärret ligger i Dammstakärret Natura 2000-område.

## Delavrinningsområde
Dammstakärret ingår i det delavrinningsområde (659071-163938) som SMHI kallar för Utloppet av Dammstakärret. Medelhöjden är 34 meter över havet och ytan är 0,41 kvadratkilometer. Det finns inga avrinningsområden uppströms utan avrinningsområdet är högsta punkten. Avrinningsområdets utflöde mynnar i havet. Avrinningsområdet består mestadels av skog (77 procent) och jordbruk (14 procent). Avrinningsområdet har 0,15 kvadratkilometer vattenytor vilket ger det en sjöprocent på 0,9 procent.